# کمبودها در ونزوئلا

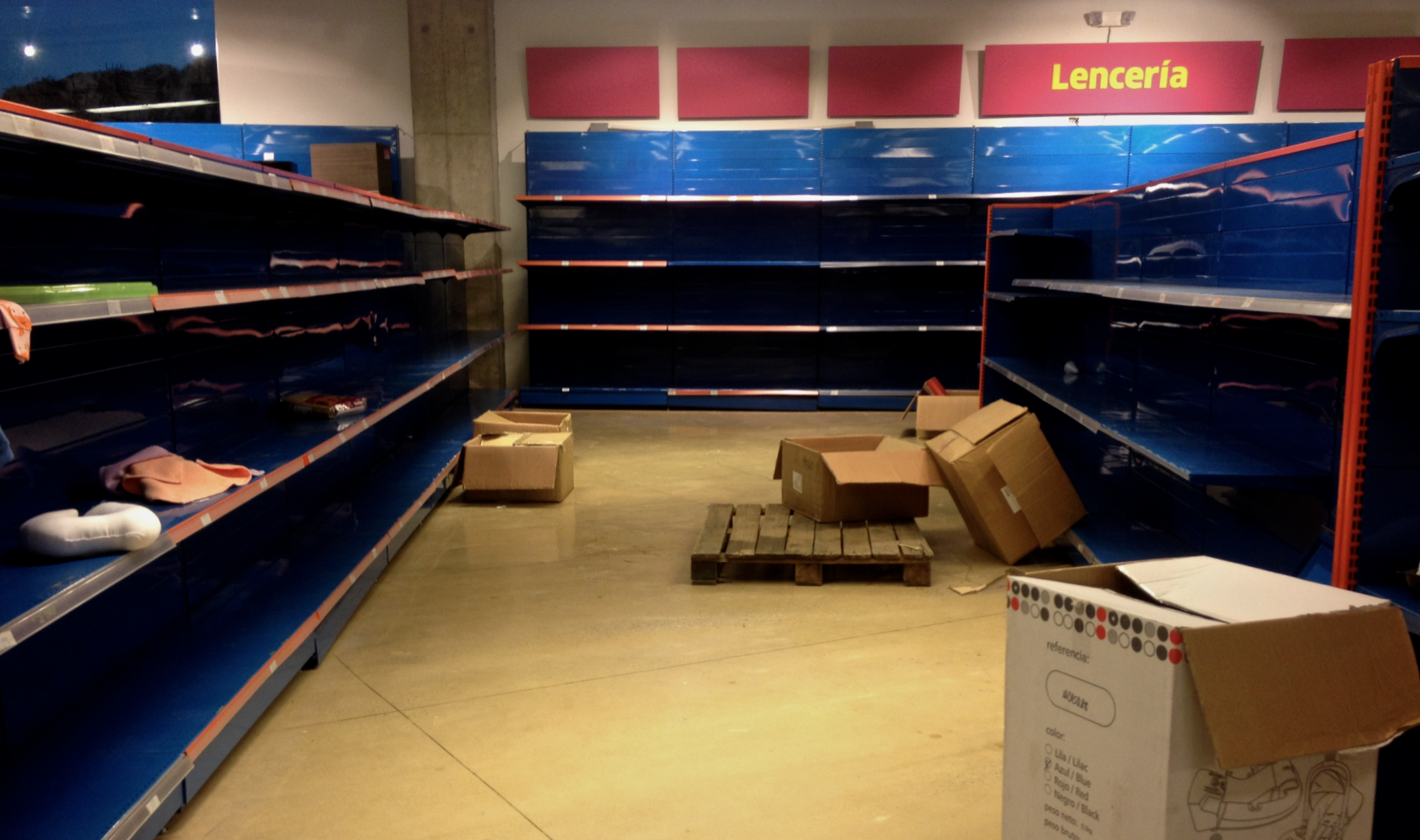
کمبود اجناس قفسه‌های مغازه‌ها در ونزوئلا را خالی می‌گذارد.

کمبودها در ونزوئلا در پی اجرای کنترل قیمت‌ها و دیگر خط مشی‌ها در دولت هوگو چاوز شایع بوده‌اند. در دولت نیکلاس مادورو به دلیل خط مشی دولت ونزوئلا در خصوص ندادن دلار به واردکنندگان به وسیلهٔ کنترل قیمت‌ها کمبودهای شدیدتری رخ داد. کمبودها در خصوص محصولات تنظیم شده نظیر شیر، انواع گوناگون گوشت، مرغ، قهوه، برنج، روغن، آرد از قبل پخته، کره و نیز نیازمندی‌های اولیه چون کاغذ توالت، محصولات نظافتی اولیه، دارو و حتی ایمپلنت‌های سینه رخ می‌دهند. به دلیل این کمبودها ونزوئلایی‌ها باید دنبال غذا بگردند، ساعت‌ها در صف غذا بایستند و گاهی بدون داشتن برخی محصولات، سر کنند.

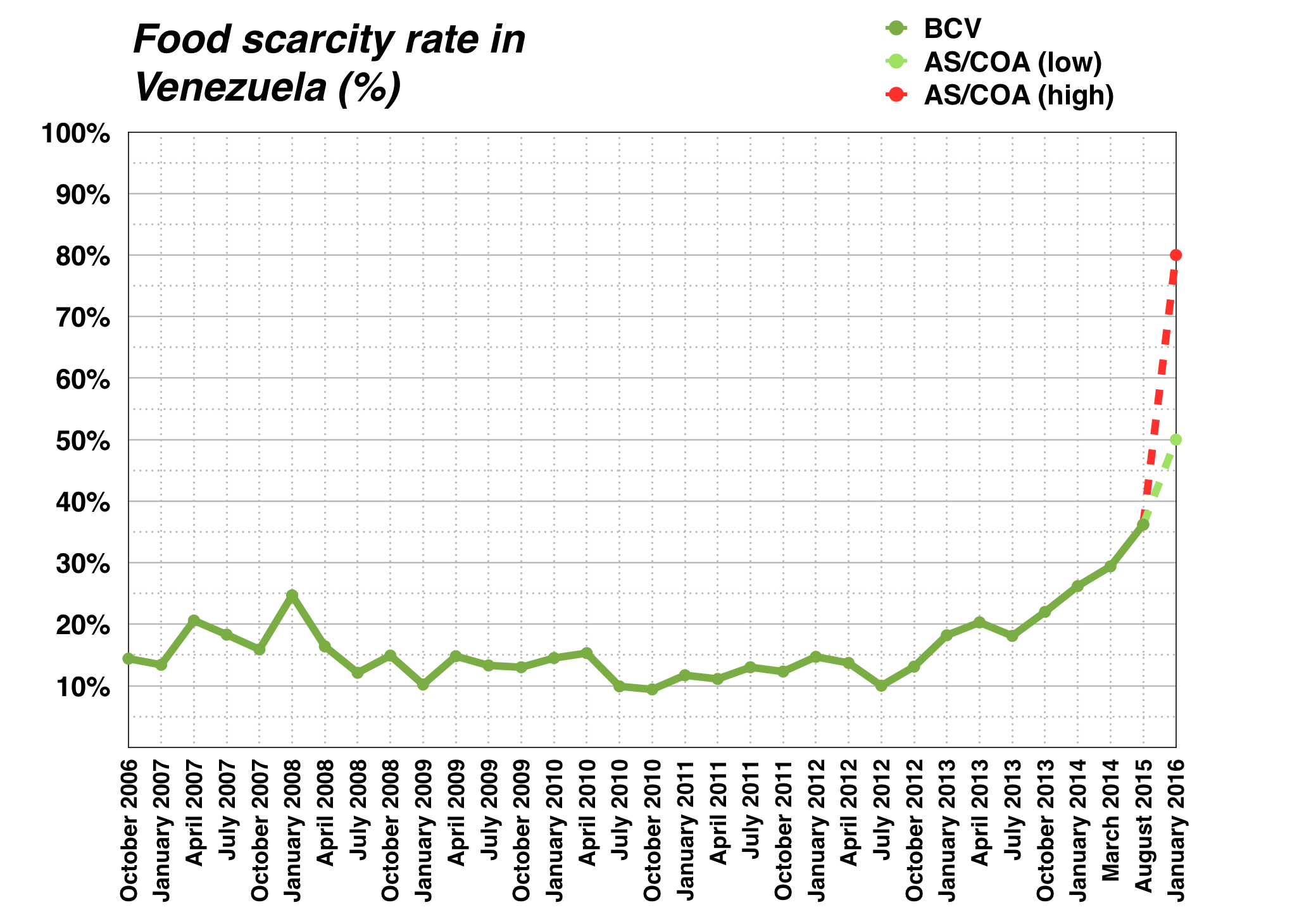
کمبود غذا در ونزوئلا. Source: [http://www.eluniversal.com/economia/140213/el-ascenso-de-la-escasez Central Bank of Venezuela